# 魏德妃
恭莊端惠德妃，亦稱為魏德妃（1426年—1469年3月11日），江蘇淮安府邳州人，錦衣衛帶俸都指揮同知魏忠之女，明朝明英宗朱祁鎮之德妃，生一子二女（徽莊王朱見沛、宜興公主與一位早夭的皇女）。

## 生平
根據《明實錄》的記載，魏德妃為邳州人，父親為錦衣衛帶俸都指揮同知魏忠。宣德元年（1426年）出生，母親為張氏。正統七年（1442年），魏氏被選入內庭。有學者認為明英宗於正統七年五月冊立中宮皇后，而魏德妃在同一年中選，似乎表明她很有可能是明英宗挑選皇后時的人選之一，甚至可能是明英宗並建三宮時的東宮或西宮。景泰五年（1454年）左右，生宜興公主。
天順元年（1457年），被剛復辟的明英宗冊封為德妃。據考證，天順元年四月十三日，冊立貴妃周氏及諸妃，明英宗派遣太平侯張軏為正使，武功伯徐有貞為副使持節行禮。魏德妃「性柔和，為六宮所敬仰」。天順六年二月初二日（1462年3月2日），生徽莊王朱見沛。
天順八年正月十六日（1464年2月22日），明英宗病重，召皇太子朱見深及太監牛玉等人到病榻前，囑咐他們說殉葬不是古禮，仁者不忍，所以眾妃不必殉葬，並且吩咐他們要挑選好地方建造陵寢，錢皇后壽終之後與他合葬，貞順懿恭惠妃劉氏的墳墓亦需遷來，以後諸妃依次祔葬。翌日，明英宗駕崩，魏德妃等明英宗遺孀開始守寡生活，不需要殉葬。成化五年（1469年）二月二十八日（1469年3月11日），魏德妃薨逝，終年四十四歲，謚號恭莊端惠，明英宗的兒子明憲宗朱見深輟朝五日，自聞喪至掩壙，喪儀祭葬如制。